# Antena Zagreb
Antena Zagreb je radio koji emitira program na frekvenciji 89,7 MHz na području Grada Zagreba i Zagrebačke županije od 14. svibnja 2008. godine. Radio je sljedbenik Obiteljskog radija, nastao nakon temeljite promjene programske sheme tog radija. Program je kreiran uz pomoć jednog od najopširnijih istraživanja koje je obuhvatilo više od 5000 građana grada Zagreba koji su u istraživanju izrekli svoje mišljenje o tome kakav program žele slušati.

## Program
Antena Zagreb svoj program temelji na najnovijoj svjetskoj glazbi. Emitira puno glazbe bez prekida, samo "Stvari koje voliš",  kratke vijesti i servisne informacije. 
Radio "Antena Zagreb" program emitira preko RTV tornja na Sljemenu na 89,7 MHz.
Jutarnji show Antene Zagreb emitira se radnim danom od 6 do 9h, a voditelji su Saša Lozar i Marina Remenarić.
Prijepodne na Anteni Zagreb emitira se radnim danom od 9 do 13h, a voditeljica je Tamara Loos.
Poslijepodne na Anteni Zagreb emitira se radnim danom od 13 do 17h, a voditelj su Veno&Marta.
Afterwork na Anteni Zagreb emitira se radnim danom od 17 do 21h, a voditeljica je Manuela Svorcan.
Vikend na Anteni Zagreb emitira se subotom i nedjeljom od 7 do 19h.
Antena Zagreb na svaki puni sat emitira najvažnije Vijesti iz Zagreba, zemlje i svijeta. 
Antena pušta prva glazbena je rubrika koja se emitira radnim danom u 12:30h u kojoj se puštaju premijere najnovijih svjetskih i domaćih hitova. 
Antena 60 minuta središnja informativna emisija koja se emitira radnim danom u 22h.
Top 20 je lista 20 najpopularnijih svjetskih hitova, a emitira se petkom u 21h.

Top 40 je lista 40 najpopularnijih svjetskih hitova, a emitira se subotom u 19h.

## Slušanost
Hrvatski internetski portal Net.hr je sredinom srpnja 2008. objavio članak posvećen trendu povećanja slušanosti radija Antena Zagreb. U članku se navodi kako je, prema istraživanju agencije Mediametar, radio Antena Zagreb u lipnju bio najslušaniji na području Zagreba i Zagrebačke županije. U istom članku je također objavljeno kako je prema istraživanju agencije Media Puls, Antena Zagreb treći najslušaniji radio u Hrvatskoj. Prema tom je istraživanju, kako navodi dotični internetski portal, najslušaniji radio na području Zagrebačke županije.

## Internetski programi
Antena Zagreb osim što emitira live program preko FM i DAB+ frekvencija, ima i četiri glazbena specijalizirana kanala:
Antena Hit

Antena Love

Antena Rock

Antena Mix
Antena Live kao i specijalizirani kanali mogu se slušati preko live streama na službenoj web stranici ili preko besplatne mobilne aplikacije Antene Zagreb.

## Zanimljivosti
Antena Zagreb pokrenula je 2010. godine veliku akciju "Stop maltretiranju - za djetinjstvo bez ožiljaka". Tom se akcijom želi ukazati na porast nasilja među mladima. Akciju su podržale brojne osobe: Gibonni, Tony Cetinski, hokejaši Medveščaka, nogometaši Dinama itd. Svoju potporu akciji Antene Zagreb dao je i planetarno popularni pjevač Sting. U sklopu akcije Antena Zagreb proglasila je i 10. studenog "Danom bez maltretiranja", a nadaju se da će taj datum postati tradicionalan.

## Vanjske poveznice
- Antena Zagreb - službene stranice (hrvatski)